# Scleropages jardinii
Scleropages jardinii – gatunek ryby kostnojęzykokształtnej z rodziny kostnojęzykowych (Osteoglossidae).

## Występowanie
Północna Australia oraz południowa i środkowa Nowa Gwinea.
Żyje w ubogich w tlen wodach płynących i stojących, zazwyczaj w płytkich i zarośniętych. Ryba terytorialna, żyje samotnie.

## Cechy morfologiczne
Dorasta do 100 cm długości, maksymalna odnotowana masa ciała wynosiła 12,27 kg. W płetwie grzbietowej 20–24 promienie, w płetwie odbytowej 28–32 promienie.

## Odżywianie
Młode osobniki żywią się głównie zooplanktonem. Dorosłe zjadają ślimaki, owady, niewielkie ryby, żaby, skorupiaki oraz pokarm roślinny.

## Rozród
Dojrzałość płciową osiąga w wieku 4–5 lat przy długości ok. 45 cm. Trze się od IX do XI przed porą deszczową, gdy temperatura wody dochodzi do 30 °C.
Ikrą i wylęgiem opiekuje się samica. Wylęg następuje po 1–2 tygodniach od złożenia. Samica trzyma wylęg w pysku lub w pobliżu niego przez 4–5 tygodni. Młode osobniki zaczynają odżywiać się samodzielnie przy długości 2–3 cm, po wchłonięciu pęcherzyka żółtkowego, samodzielne życie rozpoczynają przy długości 3,5–4 cm.

## Znaczenie
Hodowana w akwariach.